# Liste der Naturdenkmale in Elzach
| Naturdenkmale | Anzahl |
| ------------- | ------ |
| FND           | 3      |
| END           | 1      |
| Gesamt        | 4      |

Die Liste der Naturdenkmale in Elzach nennt die verordneten Naturdenkmale (ND) der im baden-württembergischen Landkreis Emmendingen liegenden Stadt Elzach. In Elzach gibt es insgesamt vier als Naturdenkmal geschützte Objekte, davon drei flächenhafte Naturdenkmale (FND) und ein Einzelgebilde-Naturdenkmal (END).
Stand: 31. Oktober 2016.

## Flächenhafte Naturdenkmale (FND)
| Name                     | Bild | Kennung     | Einzelheiten       | Position | Fläche Hektar | Datum        |
| ------------------------ | ---- | ----------- | ------------------ | -------- | ------------- | ------------ |
| Burgersberg              | BW   | 83160030001 | Biederbach, Elzach | ⊙        | 1,1           | 1. März 1997 |
| Landwasser               | BW   | 83160100002 | Elzach             | ⊙        | 3,6           | 4. Apr. 1997 |
| Schlosshof               | BW   | 83160030006 | Elzach             | ⊙        | 0,9           | 9. Sep. 2010 |
| Legende für Naturdenkmal |      |             |                    |          |               |              |

## Einzelgebilde (END)
| Name                               | Bild | Kennung     | Einzelheiten | Position | Fläche Hektar | Datum         |
| ---------------------------------- | ---- | ----------- | ------------ | -------- | ------------- | ------------- |
| 1 Weißtanne „Große Kostgrundtanne“ | BW   | 83160100002 | Elzach       | ⊙        | 0,0           | 12. Jan. 1968 |
| Legende für Naturdenkmal           |      |             |              |          |               |               |